# Richard Axel
Richard Axel (Nova York, EUA 1946) és un metge i professor universitari nord-americà guardonat l'any 2004 amb el Premi Nobel de Medicina o Fisiologia.

## Biografia
Va néixer el 2 de juliol de 1946 a la ciutat de Nova York, fill d'immigrants polonesos. Va estudiar medicina a la Universitat de Colúmbia, on es va graduar el 1967. Es va especialitzar a la Universitat Johns Hopkins de Baltimore. Des de 1978 és professor de patologia a la Universitat de Colúmbia.

## Recerca científica
A la fi de la dècada del 1970, juntament amb el microbiòleg Saul J. Silverstein i el genetista Michael H. Wigler, va descobrir una tècnica de transformació genètica, un procés que permet que l'àcid desoxiribonucleic (ADN) forà sigui inserit en una cèl·lula hoste per produir certes proteïnes.
Especialista del sistema olfactiu, al costat de Linda B. Buck, aconseguí clonar receptors olfactius, demostrant que provenen de la família dels receptors adaptats de la proteïna G. Analitzant l'ADN de rates van estimar que hi ha d'haver almenys mil diferents gens per als receptors olfactoris en el genoma dels mamífers. Així mateix estudiant la recepció olfactiva dels mamífers i la Drosophila melanogaster ha observat una semblança increïble entre aquestes espècies que el porta a creure que els principis de la discriminació de l'olor poden estar conservats durant uns 500 milions d'anys.
L'any 2004 fou guardonat, juntament amb Linda B. Buck, amb el Premi Nobel de Medicina o Fisiologia per les seves investigacions dels receptors i l'organització del sistema olfactiu.